# روسينيون
روسينيون وهم مجموعة عرقية مشتتة بين دول أوروبا الشرقية ويتكلمون باللغة السلافية الشرقية وألتي يسموها باللغة الروسينية، أصل الروسينيين يعود إلى الأقلية الروثينية الذين يعيشون في أوكرانيا و‌بيلاروسيا، ينتشرون اليوم في سلوفاكيا و‌بولندا و‌المجر و‌تشيكيا و‌صربيا و‌كرواتيا بأعداد متفاوتة وهذه الدول اعترفت بهم كأقليات عرقية ويبلغ عددهم 1.2 مليون نسمة ويعتنق أغلبهم المسيحية وينقسمون بالتساوي بين و‌الكاثوليكية و‌الأرذثوكسية.
ينحدر الروسينيون من السكان السلافيين الشرقيين الذين سكنوا المناطق الشمالية الشرقية من الكاربات الشرقية. في تلك المناطق، هناك العديد من المجموعات الروسينية، بما في ذلك الدولينيان، والبويكوس، والهوتسول، والليمكوس. باعتبارهم مقيمين في مناطق الكاربات الشمالية الشرقية، فإن الروسينيين مرتبطون ارتباطًا وثيقًا بالمجتمعات السلافية الأخرى في المنطقة، مثل مجتمع هايلاندر السلافي الغربي من الغورال.
من بين 1.7 مليون شخص من أصل روسيني، حُدد حوالي 110 ألف فقط رسميًا على هذا النحو في التعدادات الوطنية الأخيرة (2012). ويرجع ذلك إلى حد كبير إلى أن بعض سلطات إحصاء السكان التي صنفتهم على أنهم مجموعة فرعية من الشعب الأوكراني، بينما صنفهن آخرون على أنهم مجموعة إثنية مميزة.

## التاريخ

### الأصل
توجد نظريات مختلفة لشرح أصول الروسينيون. وفقًا لبول روبرت ماجوتشي، فإن أصل الروسينيين الكارباتيون الحاليين معقد ولا يرتبط حصريًا بجزيرة كييف روس. كان الأجداد هم السلاف الأوائل الذين تأثرت حركتهم إلى حوض الدانوب بقوم الهون، وآفار بانونيا بين القرنين الخامس والسادس، والكروات البيض الذين عاشوا على منحدرات الكاربات وبنوا عددًا من حصون التلال في المنطقة بما في ذلك منطقة أوجهورود التي حكمها الحاكم الأسطوري لابوريك، وروسينيون غاليسيا، وبودوليا، والفلاكس رعاة ترانسيلفانيا. يُعتقد أن الكروات كانوا جزءًا من نظام حكم قبيلة آنتس الذين هاجروا إلى غاليسيا في القرنين الثالث والرابع تحت ضغط غزو الهون والقوط. اعتبر جورج شيفيلوف أيضًا وجود صلة بقبائل السلافية الشرقية، وبشكل أكثر تحديدًا، الهوتسول وربما البويكوس، وجادل بأنهم من نسل أوليتش الذين لم يكونوا من السكان الأصليين في المنطقة. باعتبارها منطقة الكاربات الأوكرانية، بما في ذلك زاكارباتيا  وبريكارباتيا، فكانت مأهولة بالسكان الكروات منذ العصور الوسطى المبكرة، في الموسوعات والقواميس الأوكرانية، والموسوعة الروسية العظمى، يعتبر الروسينيون عمومًا من نسل الكروات البيض.

### الأنثروبولوجيا
وفقًا للدراسات الأنثروبولوجية، فإن سكان منطقة الكاربات الشرقية يشكلون أحد تنوع السمات شبه الإقليمية للسكان الأوكرانيين، والتي يمكن تقسيمها إقليميًا إلى متغيرات الكاربات الشرقية والغربية. في الدراسة التي أجراها إم إس فيليكانوفا (1975)، كانت الجماجم من المقابر الجماعية من القرون الوسطى بالقرب من قرية فاسيليف في زاستافنا رايون مشابهة جدًا لسكان الكاربات المعاصرين، ووفقًا لإس بي سيغادا، وفي دياتشينكو وتي آي أليكسيفا تطور هذا التشعب الأنثروبولوجي في العصور الوسطى أو قبل ذلك، كأحفاد السلاف في غاليسيا في العصور الوسطى وناقلات ثقافة تشيرنياخوف على طول أنهار بروت دنيستر، ربما مع بعض المكونات التراقية. وفقًا للبيانات، فإن السكان لديهم أقل اختلاط في أوكرانيا من السكان الناطقين بالتركية، مثل تتار الفولغا وباشكير، بينما مقارنة بالسكان الآخرين لديهم أوجه تشابه مع السلوفاك الشرقيين المجاورين، وغورال بولندا، والرومانيين، وبعض مجموعات التشيك والمجريين، والبلغار الشماليين الغربيين، والصرب الوسطى والشمالية، ومعظم الكروات.